# メアリ・エイケンヘッド
マザー・メアリー・フランシス・エイケンヘッド（Mother Mary Frances Aikenhead、1787年1月19日 - 1858年7月22日）は、アイルランドのコーク市のグランドパレードのドーント広場（Daunt's Square）で生まれた。彼女は看護界の最も偉大な指導者の一人とされ、カトリックの宗教団体、慈善修道女会、オーストラリア慈善修道女会、そしてダブリンのセント・ヴィンセント病院の創設者でもある。

## 生涯
彼女は、医師でアイルランド聖公会の信者であるデイヴィッド・エイケンヘッドとローマカトリック教徒のメアリー ・スタックポールの娘として生まれた。祖父も父と同じくデイヴィッド・エイケンヘッドという名のスコットランド紳士で、軍の職を辞めてリムリックの女性アン・ワイトと結婚し、コークに定住した。
メアリーは1787年4月4日に英国国教会の洗礼を受けた。メアリーは身体的に非常に病弱で喘息持ちと思われたため、コーク州シャンドンのイーソンズ・ヒルの高台に住むメアリー・ルークという乳母に育てられるよう勧められた。敬虔なカトリック教徒であったメアリー・ルークによって、メアリーは幼い頃からひそかにカトリックの洗礼を受けたと考えられている。彼女の両親は毎週訪れていたが、1793年に父親は彼女をドーント・スクエアの家族のもとへ戻したいと考えた。ルーク一家も家族に加わり、家族の使用人として働いた。
1790年代初頭までに、父エイケンヘッドはユナイテッド・アイリッシュマン（ユナイテッド・アイリッシュマン協会）の理念に興味を持つようになった。ある時、エドワード・フィッツジェラルド卿がクエーカー教徒に変装してエイケンヘッドの家に避難した。彼が家族と夕食を楽しんでいたとき、家は保安官を先頭とする軍隊に包囲された。訪問者はなんとか姿を消し、川を渡って安全な場所にたどり着いた。家は捜索されたが、博士の秘密を知り守っていた弟子たちの忠誠心のおかげで、有罪を示す文書は見つからなかった。
メアリーは9歳ごろから母方の祖母を訪ねるようになり、そこで未亡人となった叔母のゴーマン夫人を通じてカトリックの信仰と実践に触れた。父親は引退後病気になり、ローマカトリック教会に入信したが、1801年12月15日に亡くなった。
1808年、メアリーはコークで知り合った友人のアンナ・マリア（出生名ボール）・オブライエンのダブリン屋敷に滞在した。ここで彼女は失業と貧困が世間に蔓延しているのを目の当たりにし、すぐに友人に同行して貧しい人や病人の家を訪問し始めた。

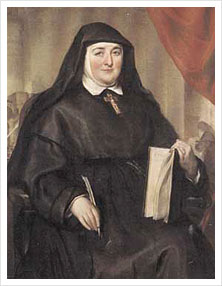
マザー・メアリ・アウグスティン(メアリ・エイケンヘッド)

彼女は慈善活動に積極的であったが、慈善活動に専念する宗教団体を見つけられなかった。彼女はこの考えを、オブライエンの友人でダブリンの補佐司教であるマレー大司教に伝えた。マレーは後に帰国し、エイケンヘッドが率いるならフランスの修道会をアイルランドに連れてくると言った。この任務の準備のため、彼女は1812年から1815年までヨークのミクルゲート・バーにある聖母修道会の修道院で修練生になった。そこで彼女は死ぬまでメアリー・オーガスティン修道女という名前を名乗ったが、世間では常に「エイケンヘッド夫人」として知られていた。
1815年9月1日、新しい修道会の最初のメンバーが誓願を立て、メアリー・オーガスティン修道女が総長に任命された。清貧、貞潔、従順という伝統的な3つの誓願に追加された4番目の誓願は、「貧しい人々への奉仕に人生を捧げる」というものであった。エイケンヘッドが修道会を設立した当時、アイルランドには修道会に所属する女性がわずか100人しかおらず、全員が内向的な瞑想者であった。
その後の16年間は、コミュニティを組織し、その活動範囲を慈善活動のあらゆる側面、主に病院や救助活動にまで広げるという骨の折れる仕事が数多くあった。彼女と仲間の修道女たちは、キルメイナム刑務所の囚人を訪問した最初の女性修道女であった。
1831年、エイケンヘッドは過労と病気で健康を害し、病気となった。しかし、彼女の活動は止むことなく、1832年のペスト流行時には姉妹たちを指導して新しい施設の責任者に任命し、フランスやオーストラリアへの宣教に派遣した。1834年1月23日、ダニエル・マレー大司教とエイケンヘッド修道女がセント・ヴィンセント病院を設立した。
彼女はダブリンで71歳で亡くなった。彼女の研究所は10の機関を統括し、数え切れないほどのミッションや慈善事業の支部も運営するなどしていた。彼女はドニーブルックの聖マグダラのマリア教会付属の墓地に埋葬されている。

## 列聖の理由
エイケンヘッドの霊言（spiritual writings）は、1918年5月8日に神学者によって承認された。彼女の活動は1921年3月20日に正式に開始され、彼女に神の僕（Servant of God）の称号が与えられた。2015年3月18日、彼女の英雄的美徳を宣言する法令が発布された。これにより、彼女は尊者（the Venerable）メアリー・エイケンヘッドと呼ばれる資格を得た。
メアリー・エイケンヘッド遺産センターでは、メアリーの生涯と慈善修道女会について詳しく紹介している。ダブリンのハロルド・クロスにある聖母ホスピスのアワー・レディズ・マウント（Our Lady's Mount）と呼ばれる建物の中にある。メアリー・エイケンヘッドはここで余生を過ごした。この建物は、後に1879年に聖母ホスピスを設立するために使用された。

## 遺産
セントマーガレットホスピスは1950年に設立された。現在、このホスピスはセントマーガレット・オブ・スコットランドホスピスと呼ばれている。